# Euproctis mima
Euproctis mima är en fjärilsart som beskrevs av Embrik Strand 1912. Euproctis mima ingår i släktet Euproctis och familjen tofsspinnare. Inga underarter finns listade i Catalogue of Life.